# Jiquilpan

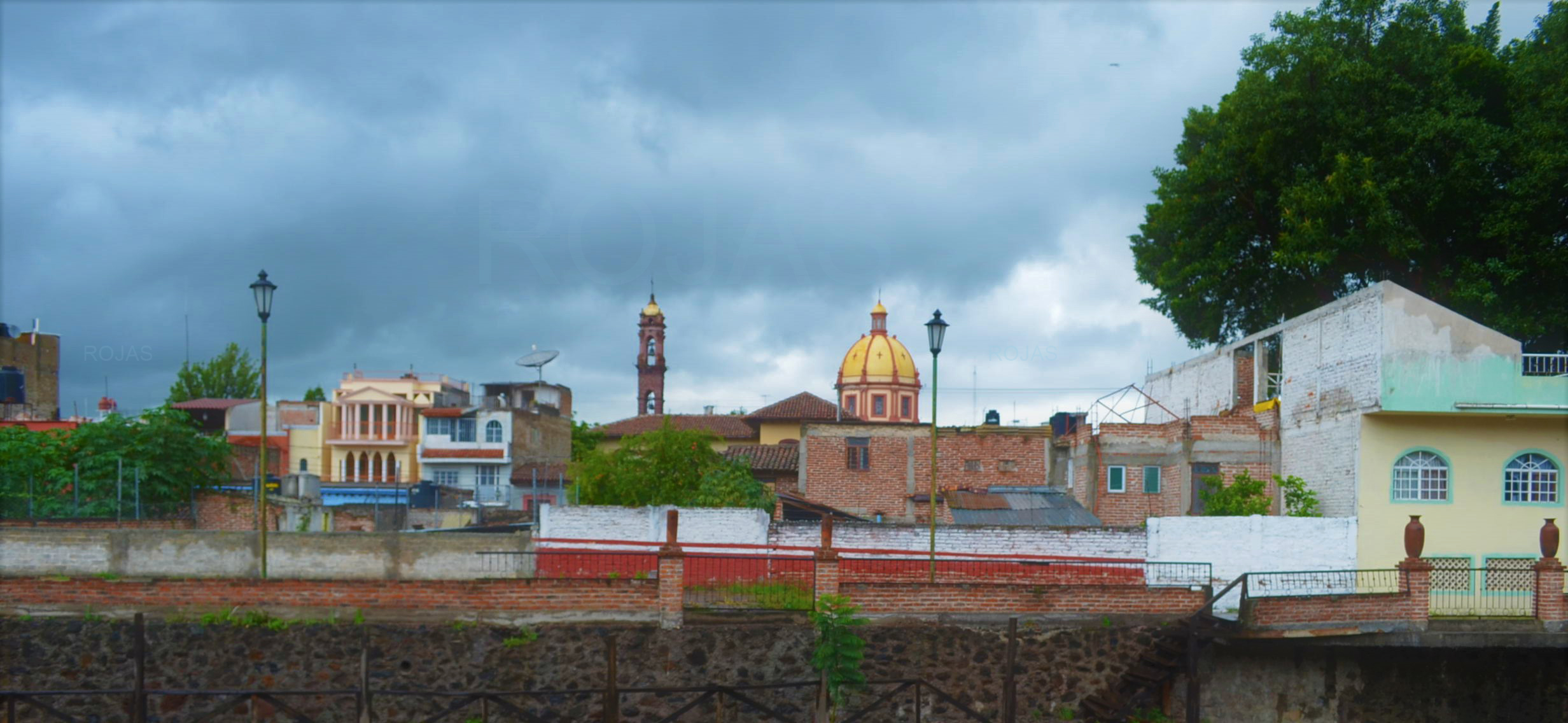

Jiquilpan (autres orthographes : Xiuquilpan, Xiquilpan, Xiquilpa) est une ville mexicaine dans l'État de Michoacán de Ocampo. Ses municipales est Jiquilpan de Juárez.

## Personnalités liées à la commune
- Anastasio Bustamante, président du Mexique à trois reprises dans la première moitié du XIXe siècle ;
- Lázaro Cárdenas del Río, président du Mexique de 1934 à 1940
- Lázaro Cárdenas Batel, petit-fils de Lázaro Cárdenas del Río  et gouverneur du Michoacán depuis 2002 ;
- Julio Díaz, boxeur né en 1979.

## Liens
- Liste de municipalités du Michoacán
- Instituto Tecnológico de Jiquilpan
- :.Jiquilpan Michoacán Mexique.:
- Magazine Jiquilpan
- Jikil Net
- Tinny Présente à toi: Rien à Faire
- Histoire & Explication de la Seal
- « Ayuntamiento de Sahuayo »(Archive.org • Wikiwix • Archive.is • Google • Que faire ?)